# Новий Путь (Курська область)
Новий Путь (рос. Новый Путь) — селище в Глушковському районі Курської області Російської Федерації.
Населення становить 5 осіб. Входить до складу муніципального утворення Веселівська сільрада.

## Історія
Населений пункт розташований на території українського етнічного та культурного краю Східна Слобожанщина.
Від 2004 року входить до складу муніципального утворення Веселівська сільрада.

## Населення
| 2002 | 2010 |
| ---- | ---- |
| 22   | ↘5   |